# Wien Neêrlands Bloed
|  | Info zur Audio-Datei |

Wien Neêrlands bloed in d’ aders vloeit („Wem niederländisches Blut in den Adern fließt“) war die Nationalhymne der Niederlande von 1815 bis 1932. 

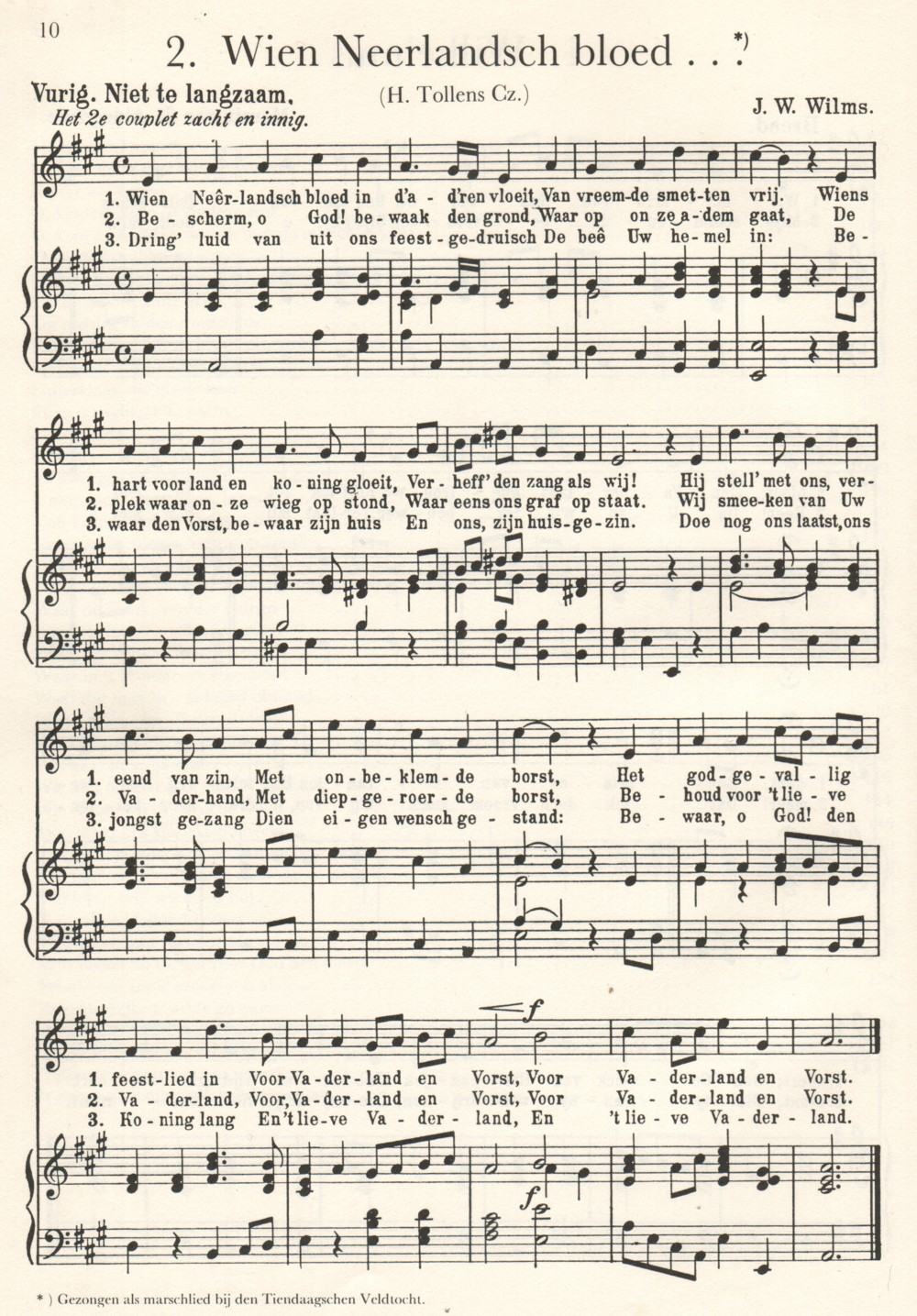
Wien Neêrlands Bloed

Ein anderes Lied, das nach der Gründung des Vereinigten Königreiches der Niederlande 1815 als Nationalhymne zur Wahl stand, Het Wilhelmus, wurde wegen seines Bezugs zum Haus Oranien, das in den Niederlanden im 17. und 18. Jahrhundert politisch umstritten gewesen war, und zum calvinistischen Bekenntnis als ungeeignet angesehen. Der südliche Teil des neuen Staates war weitgehend katholisch und hatte sich seit der Reformation in Opposition und Abgrenzung zu den nördlichen Niederlanden entwickelt.
Wien Neêrlands bloed war Sieger in einer Ausschreibung. Den Preis erhielten Hendrik Tollens (Text) und Johann Wilhelm Wilms (Melodie). 1898 wurde der Text tiefgreifend geändert; so wurde der als anstößig empfundene Anfang „Wien Neêrlands bloed in d’ aders vloeit, van vreemde smetten vrij“ („Wem niederländisches Blut in den Adern fließt, von fremdem Schmutze frei“) durch „...wien ’t hart klopt fier en vrij“ („wessen Herz schlägt tapfer und frei“) ersetzt.
Im Laufe der Zeit wurde Wien Neêrlands bloed immer kontroverser gesehen, während sich der Vorbehalt gegenüber Het Wilhelmus nach dem Ausscheiden der überwiegend katholischen Gebiete aus dem Staatsverband (Gründung des Königreiches Belgien 1830) abschwächte. 1932 wurde Het Wilhelmus als Nationalhymne der Niederlande angenommen.
Die Melodie von Wien Neêrlands bloed machte der englische Komponist Henry Litolff zum Hauptmotiv im Finalsatz seines Concerto symphonique Es-Dur op. 45. Daher auch der Beiname des Konzerts Concert national hollandais.